# Каролинский поползень
Каролинский поползень (лат. Sitta carolinensis) — небольшая североамериканская певчая птица из семейства поползневых.

## Описание
Длина тела 110—180 мм, вес 20—40 г, размах крыльев 22,5—27 см. В поисках корма ловко передвигается по стволам и ветвям деревьев. Живые и подвижные птицы с плотным телосложением, большой головой и короткой шеей. Клюв долотовидной формы, острый, крепкий.

## Распространение
Широко распространён в Северной Америке от юга Канады до Мексики. Обитает в лиственных и смешанных лесах, в парках и садах с высокими деревьями.

## Питание
Питается плодами, насекомыми и другими беспозвоночными.

## Размножение
Самка откладывает до 9 яиц, которые затем высиживает в одиночку.

## Галерея

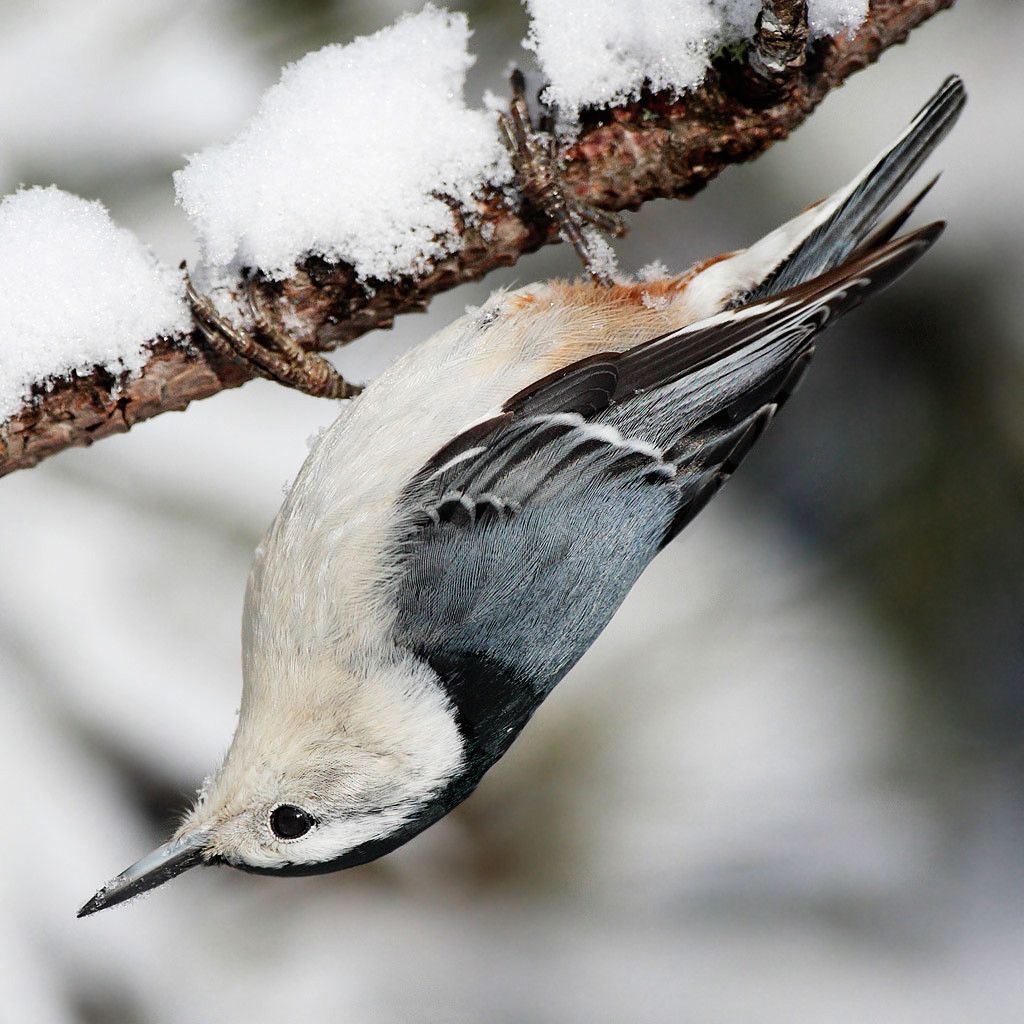
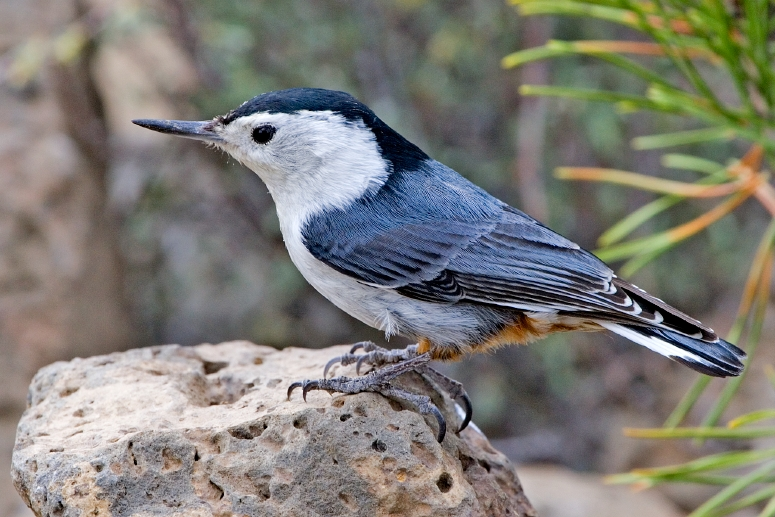